# 26003 Amundson
26003 Amundson è un asteroide della fascia principale. Scoperto nel 2001, presenta un'orbita caratterizzata da un semiasse maggiore pari a 2,9286974 au e da un'eccentricità di 0,0554345, inclinata di 2,29488° rispetto all'eclittica.